# 军刀门
军刀门是一对位于伊拉克首都巴格达市中心的凯旋门，1986年，为了纪念两伊战争，在伊拉克前总统萨达姆执政时期修建。军刀门一共有两座，均由两只拔出军刀的手臂状石拱组成,并于1989年8月8日向公众开放。两座军刀门通向Grand Festivities Square。